# Abbadia San Salvatore
Abbadia San Salvatore är en ort och kommun i provinsen Siena i regionen Toscana i Italien. Kommunen hade 6 275 invånare (2018).